# Mathematics of Control, Signals, and Systems
Mathematics of Control, Signals, and Systems is een internationaal, aan collegiale toetsing onderworpen wetenschappelijk tijdschrift op het gebied van de regeltechniek en de toegepaste wiskunde. De naam wordt in literatuurverwijzingen meestal afgekort tot Math. Control. Signal. Het wordt uitgegeven door Springer Science+Business Media.